# Копцеві Хутори
Копцеві Хутори (рос. Копцевы Хутора) — присілок у Липецькому районі Липецької області Російської Федерації.
Населення становить 1861  особу. Належить до муніципального утворення Кузьмино-Отверзька сільрада.

## Історія
З 13 червня 1934 до 1954 року у складі Воронезької області. Відтак входить до складу Липецької області.
Згідно із законом від 2 липня 2004 року №114-оз органом місцевого самоврядування є Кузьмино-Отверзька сільрада.

## Населення
| 2010 | 2012  |
| ---- | ----- |
| 1729 | ↗1861 |